# Ruskyj Močar
Ruskyj Močar, česky také jen Močár, ukrajinsky Руський Мочар, maďarsky Oroszmocsár, je část obce Roztocká Pastiľ, ve velkoberezňanské vesnické komunitě, v okresu Užhorod, v Zakarpatské oblasti Ukrajiny.V roce 2025 zde žilo 125 obyvatel.